# Тихенко Сергій Іванович
Сергі́й Іва́нович Тихе́нко (7 червня 1896, м. Шамахи, тепер Азербайджан — 15 жовтня 1971, м. Київ) — правник, доктор юридичних наук (1959), професор Київського університету, заслужений діяч науки УРСР. Фахівець з кримінального права і криміналістики, у 1947—1952 — член Верховного Суду УРСР. Працював при складанні Кримінального Кодексу УРСР 1960 року.
У 1918 році закінчив юридичний факультет Петроградського університету. Під час Громадянської війни — слідчий революційно-військового трибуналу військ Східного Сибіру, а потім — військово-транспортного трибуналу Південно-Західної залізниці (Україна).
Педагогічну діяльність почав 1921 року у Військовій школі (Київ), де викладав військове законодавство. У 1924—1934 роках — асистент, а згодом доцент кафедри кримінального права Київського інституту народного господарства, викладач Української школи начальницького складу міліції та Юридичної школи НКЮ УСРР. З 1935 року — у Київському НДІ судової експертизи: старший науковий співробітник, завідувач відділу та постійний член вченої ради інституту. Одночасно працював заступником завідувача секції кримінального права та процесу Українського НДІ юридичних наук. У роки німецько-радянської війни С. І. Тихенко — військовий слідчий військової прокуратури Закавказького фронту. Від травня 1944 року — завідувач відділу криміналістичних досліджень Київського НДІСЕ; водночас — викладач кримінального права і криміналістики, а з 1947 року — завідувач кафедри кримінального права і криміналістики Київського університету. У 1947—1952 роках — член Верховного Суду УРСР.
Досліджував проблеми криміналістики та кримінального права.
Був редактором правничої серії «Вісника Київського університету».

## Праці

### Основні
Праці з судової експертизи і криміналістики:
- «Судово-графічна експертиза рукописних текстів» (1945);
- «Борьба с хищениями социалистической собственности, связанными с подлогами документов» (1959);
- підручник «Советское уголовное право. Часть особенная» (1951) та ін.

### Інші
- Тихенко С. І. Кримінально-правова характеристика злочинів проти правосуддя // Проблеми правознавства: міжвідомчий науковий збірник. — Київ, 1966. — Вип. 3.
- Тихенко С. І. Кримінально-правова характеристика службового злочину // Вісник Київського університету / Київський університет ім. Т. Г. Шевченка. — Київ, 1965. — С. 100–101. — (Серія права; № 6).
- Тихенко С. И. Направление вещественных доказательств для криминалистической экспертизы / С. И. Тихенко. — Киев: б/и, 1949. — 44 с.
- Тихенко С. И. Невменяемость и вменяемость / С. И. Тихенко. — К: б/и, 1927. — 104 с.
- Тихенко С. І. Питання кримінального права і боротьби зі злочинністю в працях В. І. Леніна / С. І. Тихенко, П. С. Матишевський // Вісник Київського університету / Київський університет ім. Т. Г. Шевченка. — Київ, 1970. — С. 63-72. — (Серія права; № 11).
- Тихенко С. І. Про друковану наукову продукцію з радянського кримінального права кафедри кримінального права і криміналістики КДУ // Вісник Київського університету / Київський університет ім. Т. Г. Шевченка. — Київ, 1967. — С. 20-24. — (Серія права; № 7).
- Тихенко С. І. Про кримінальну відповідальність за причетність до злочину // Вісник Київського університету / Київський університет ім. Т. Г. Шевченка. — Київ, 1968. — С. 104–110. — (Серія права; № 9).